# Alberto Guerrero Martínez
Alberto Guerrero Martínez (Guayaquil, 28 de junho de 1878 – 21 de maio de 1941) foi um político equatoriano. Ocupou o cargo de presidente interino de seu país entre 2 de setembro de 1932 e 5 de dezembro de 1932, devido à desclassificação à candidatura de Neptalí Bonifaz.